# NGC 496
NGC 496 é uma galáxia espiral (Sbc) localizada na direcção da constelação de Pisces. Possui uma declinação de +33° 31' 41" e uma ascensão recta de 1 horas, 23 minutos e 11,6 segundos.
A galáxia NGC 496 foi descoberta em 12 de Setembro de 1784 por William Herschel.